# Алі-Хаджі Акушинський
Алі-Хаджі Акушинський (1847, Акуша, Акуша-Дарго — 1930, Акуша, Дагестан) — ісламський богослов, суспільно-політичний діяч. Духовний і військовий керівник звільнення Дагестану від окупаційних сил Добровольчої армії Денікіна під час громадянської війни в Росії.

## Біографія

### Дитинство та юність
Народився 1847 року в даргинському селі Акуша. Його батько Мамма працював будуном акушинської джума-мечеті. Після закінчення навчання в релігійній школі в рідному селі Алі-Хаджі навчався у знаних у той період дагестанських богословів-теологів: Абдурахмана Ас-Сугурі, Хаджіла-Алі з Акуша, Ільяса-Хаджі з Цудахара, Абдурахмана, сина Мухаммада з Кака-Шура, Ібрагіма з Анді, Дазі з Губдена. Алі-Хаджі опанував аварську, арабську та кумицьку мови. Був знайомий з багатьма творами східної літератури та працями богословів-теологів. Займався вивченням канонів ісламу й іншими науками. Мав безліч муридів у Темір-Хан-Шуринському, Даргинському та Кайтаго-Табасаранському округах, населення яких ставилось до нього з великою повагою.

### Громадська діяльність
1890 року за рекомендацією імама акушинської джума-мечеті 43-річний Алі-Хаджі призначений його наступником. Того ж року він зробив хадж, після чого став носити зелену чалму і додав приставку хаджі до свого імені. Релігійні діячі та прості люди з всього Дагестану зверталися до нього з проханням розв'язати спірні питання.
Згідно з акушинським переказом, у Дербенті суперечки між родичами багатого купця Аміра Чупана зайшли так далеко, що вони відкидали чи не всіх знавців шаріату. Нарешті зупинилися на Алі-Хаджі, оскільки він мав славу чесної людини. За допомогу у розподілі майна йому обіцяли кутан. Але коли Алі-Хаджі дізнався про те, що Амір Чупан нечесно нагромадив багатство, він відмовився від кутана і заявив, що багатство, що нажите ним, належить не сім'ї, а народу.
За словами сина Алі-Хаджі Магомеда, одного разу до шейха прийшов земляк, який працював раніше старшиною ділянки, з проханням дозволити йому поїхати до хаджу. «Батько мій сказав йому, що в Мекку поїхати тобі не можна, тому що, працюючи старшиною ділянки, отримував з населення хабарі. Нехай спочатку роздасть нажите добро населенню, очиститься від гріхів, а потім поїде до Мекки. Образившись на батька, Ялда-Хаджі більше не прийшов до них».
Алі-Хаджі був критично налаштований до царської влади. Він позитивно ставився до антиписарського руху в Дагестані, хоча не брав участь у ньому. Засуджений на 3 роки за критику царської влади, пропаганду ісламських традицій і норм шаріату, а також боротьби з «невірними».
У листопаді 1914 року брав участь у привітанні на станції «Дербент» імператора Миколи II, який їхав у зону бойових дій у Закавказзі.

### Громадянська війна
До активного суспільно-політичного життя Дагестану Алі-Хаджі Акушинський доєднався після Лютневої революції в Росії. Він підтримував Лютневу, а потім і Жовтневу революції, повалення царя та царизму, і вірив у торжество ідеалів демократії та рівності.
У січні 1918 року у Темір-Хан-Шурі зібрався з'їзд алімів за участю офіцерства. Зібралися вчені-арабісти й авторитетні делегати з різних місць. На цьому представницькому з'їзді було вирішено обрати шейх уль-ісламу Північного Кавказу та Дагестану. Кандидатами на цю посаду було висунуто трьох осіб: Алі-Хаджі Акушинський, Узун-Хаджі Салтинський і Нажмуддін Гоцінський. З'їзд відкрили керівники Дагестанського уряду. При лобіюванні соціалістів на цю посаду призначили Алі-Хаджі Акушинського.

Соціаліст Махач Дахадаєв у листі до Акушинського 18 лютого 1918 року писав:
«Ми не забороняємо людям вести закони шаріату. Ми заперечуємо доручення справ людей лише одній людині, яка веде справи довільно, на власний розсуд. Ми хочемо, щоб шаріатські справи вела колегія, обрана з алімів округів на чолі з муфтієм або шейхом-уль-ісламом. Ми хочемо, щоб у його руках не було іншої влади. Якщо ми не вестимемо справи таким чином, ми не врятуємося від утиску, невігластва та самодержавства. Я не кажу, що вся власність вакуфних і приватних земель має бути вилучена у господарів і розділена порівну. Я говорю, що необхідно відібрати загальну власність, яка перебуває в руках осіб, званих нині „беками“, і повернути її населенню, бо вони заволоділи цими землями за допомогою гніту».
Після цього 20 травня 1918 року Алі-Хаджі писав: «Більшовики не проти, щоб ми жили шаріатом й обіцяють повернути зброю, відібрану ними помилково. Якби вони посягали нам іслам, то я першим би покликав увесь народ на війну». Про більшовиків Алі-Хаджі також говорив: «Якщо вони не будуть втручатися в наші внутрішні справи, я прихильник хороших стосунків з ними. Я вірю у добрі стосунки з ними». Коли Дахадаєв став військовим комісаром Дагревкому, він запевняв Алі-Хаджі: «Військово-революційний комітет не зазіхає на основи Ісламу-Шаріату, ні на звичаї, ні на обичаї Дагестану, ні на честь і гідність його і негайно візьметься до організації духовного керування шаріатського суду у всьому Дагестані». Пізніше, 1927 року, соціаліст Алібек Тахо-Годі зізнався, що вони за первісним планом йшли на хибні обіцянки мусульманам, щоб прийти до влади: «Не раз довелося кривити душею, щоб вирвати маси з-під впливу буржуазної ідеології. Потрібно було узгодити неузгоджене, XX століття і шаріат».
У квітні 1919 року Алі-Хаджі спільно з Узун-Хаджі Салтінським склав план звільнення території Дагестану та Чечні від Добровольчої армії генерала Денікіна. У кореспонденції газети «Молот» (від 31 квітня 1919 року) зазначалося, що повстанці, що боролися проти денікінців, називалися «аліхаджієвськими». У травні 1919 року Дагестан був узятий Добровольчою армією. Влітку 1919 року почалося анти-денікінське повстання в Дагестані. Головним ініціатором цього повстання став Алі-Хаджі. У центрі Даргинського округу у селищі Леваші знаходився штаб по керівництву повстанням. У штабі поряд із представниками більшовиків працювали представники мусульманського духовенства та серед них Алі-Хаджі. Молодший його син Ільяс очолив один із кінних партизанських загонів.

У листі до генерала Денікіна Алі-Хаджі писав:
«Дагестанський народ не запрошував частин Добровольчої армії у межі своєї території. Він не давав їм жодного приводу до вторгнення та всіх агресивних дій. Дагестанський народ не знаходить не тільки жодного пояснення до ґвалтування його волі та священного для нього шаріату частинами Добровольчої армії. Дагестан, що складається з трудових елементів — робітників і хліборобів, які тяжіють економічно до Росії, не відкривав жодного фронту проти Російської державності. Дагестанський народ не визнає жодного права за Добровольчою армією, нав'язувати Дагестану свою волю у питанні про форму загальнодержавного управління, Дагестан визнає повне право керувати собою, і своїми справами, згідно зі своїм побутом і священним шаріатом, аж до встановлення загальнодержавної форми управління в Росії».
Далі у листі Алі-Хаджі Акушинський в ультимативній формі зажадав очистити Дагестан від добровольчих частин.
15 липня 1919 року призначений Денікінцям правителем Дагестану генерал Мікаїл Халілов звинуватив Алі-Хаджі Акушинського у відході від ісламу і шаріату і формально позбавив його звання Шейх-Уль-Ісламу, коли той став співпрацювати з більшовиками.

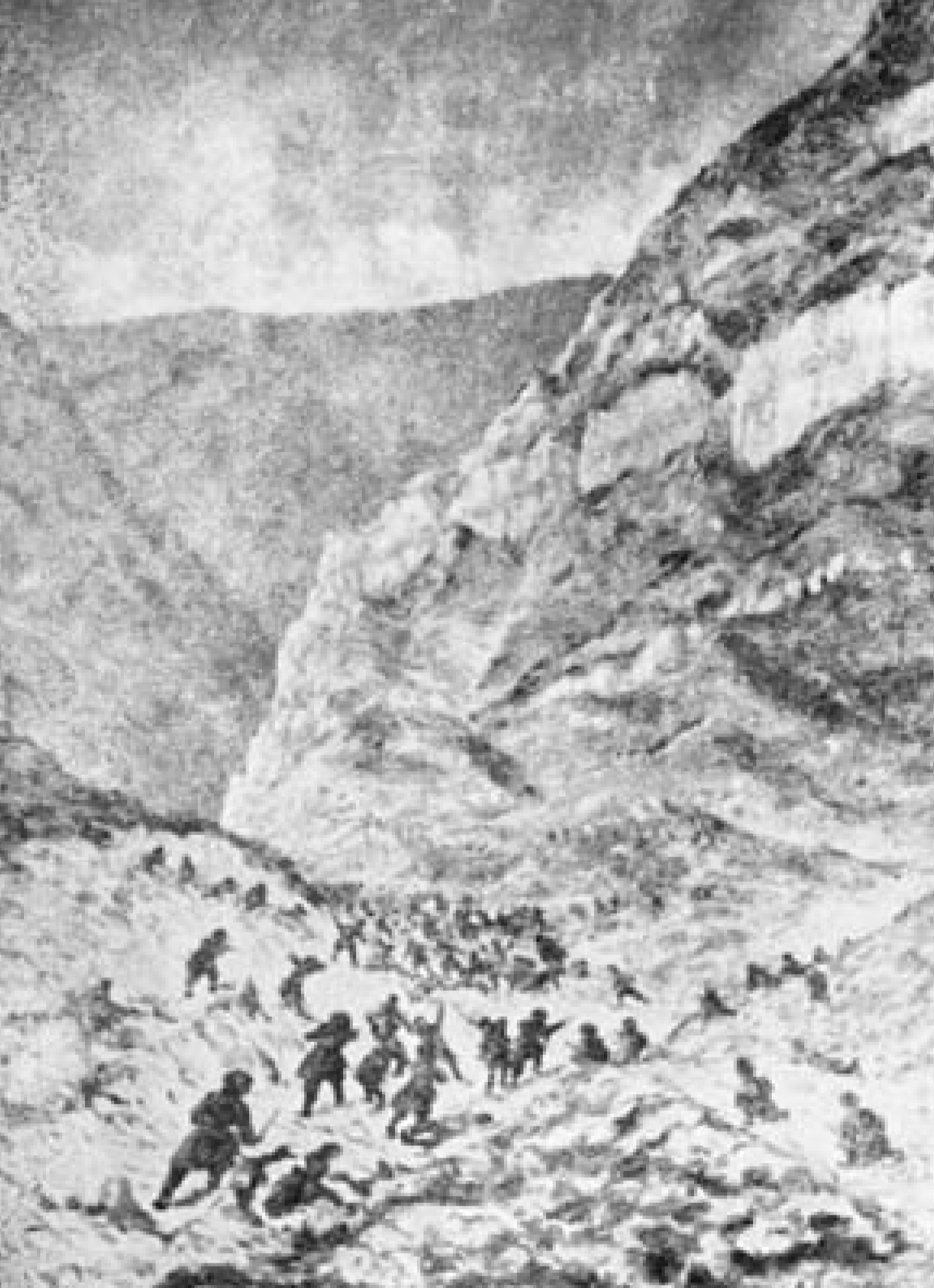
Ая-какінська битва 24-25 серпня 1919 року

Після розгрому денікінців у Дагестані в Ая-Какінській битві в селі Леваші 19 жовтня 1919 року на надзвичайних зборах представників горян, що борються на фронтах проти денікінців, створили Раду оборони Північного Кавказу та Дагестану. Керував Радою оборони Алі-Хаджі Акушинський. Штаб Ради розташовувався у Леваші. 7 лютого 1920 року Алі-Хаджі призначений почесним головою Ради оборони.
30 березня 1920 року після остаточного відступу денікінців з Дагестану в Темір-Хан-Шурі влаштували парад частин Армії Ради оборони на честь Алі-Хаджі Акушинського. Солдати армії, віддавши честь шейху, проходили перед ним.

Шейх 3 квітня 1920 року, звертаючись до більшовиків, сказав:
«Лише визнання незалежної державності гірських народів може забезпечити міцний мир на Кавказі та добросусідські відносини між народами Північного Кавказу та Радянської Росії. Тому прошу вас викладене довести до відома вашого високого уряду і повідомити мені відповідь останнього по суті питання про визнання незалежності Гірської республіки і про те, коли і де хоч зустрітися представникам радянського уряду з представниками міських народів для детального обговорення питань встановлення умов нашої дружби та мирного сусідства».
Але більшовики з його ідеями про незалежність не зважали. У Дагестані встановили радянську владу.

### Радянські роки
Алі-Хаджі відмовлявся агітувати проти антирадянського повстання Гоцинського, вважаючи, що мусульманам не можна воювати один проти одного.
Коли 1921 року дагестанська делегація на чолі з Джелалем-ед-Діном Коркмасовим була на прийомі у шейха, Володимир Ленін передав для Алі-Хаджі іменний годинник. Син шейха Ільяс-Хаджі писав: «Ми зберегли їх до того моменту, коли нас вислали до Киргизії. Через важке становище сім'ї ми цей годинник віддали в заставу. Потім він загубився».
Після повного закріплення Радянської влади у Дагестані ставлення Алі-Хаджі Акушинського до нової влади змінилося. Почалася поетапна боротьба з духовенством і релігією. Ввели заборону на оформлення шаріатського шлюбу до його реєстрації у відповідному радянському органі. Духовенство позбавили виборчих прав. Діяли декрет про відокремлення церкви від держави та школи від церкви, постанови Дагревкому про ізоляцію особливо шкідливих осіб з духовенства. Кримінальні справи заборонили розглядати у шаріатських судах. Потім у Дагестані повністю ліквідували шаріатські суди. Знищувалась релігійна література, відбувався утиск релігійних діячів, а у період так званої «безбожної п'ятирічки» (1928—1932) відбувалися руйнування релігійних культових споруд. Радянська влада підірвала матеріальну базу духовенства, санкціонувавши спочатку перехід частини закята та вакфа на утримання світських шкіл, а потім передачі їх до рук хресткомів. Ці рішення підривали віру Алі-Хаджі Радянській владі, після чого він перестав зважати на органи Радянської влади.
Відбулися масові ходи релігійних людей вулицями Махачкали, Дербента й інших населених пунктів. З численним почетом став їздити сам Алі-Хаджі селами. У телеграмі наркома юстиції Ібрагіма Алієва в Дагревкому повідомлялося, що Алі-Хаджі приїхав до Карабудахкента з почетом на трьох фаетонах та з 5 вершниками. Масі, що зібралася, Алі-Хаджі заявив: «У партії не записуйтесь, а якщо будуть просити хліба — не давайте і солдатів не давайте».
Алі-Хаджі, його сини та родичі різко виступили проти перевиборів сільської ради в Акуші. Для їхнього проведення в Акушу приїхав голова Даргинського округу Осман Османов. Він вів з Алі-Хаджі тривалу розмову про значення цього й інших заходів Радянської влади, але Алі-Хаджі відкрито висловився проти них. Всупереч йому провели перевибори. Тоді народ вийшов на площу, де виступав його син Хасбула й інші прихильники Алі-Хаджі, які засудили обраних депутатів як гяурів і заявили, що вони не визнаватимуть обрану сільську раду. Одні пропонували передати всі суспільні справи джамаату, а Хасбула пропонував передати владу шаріатській трійці.
7 грудня 1921 року Президія Дагревкому розглядала питання «Про виступ Алі-Гаджі Акушинського проти розпорядження Радянської влади».
У листі Самурського до Алі-Хаджі йшлося про те, що він надіслав прохання про вилучення зброї в Акуші. Алі-Хаджі відмовився видати зброю. У зв'язку з цим Самурський писав у листі 1921 року: «Радимо бути розсудливим і не чинити опір червоним, які такі могутні і можуть рознести Ваші селища». Це був період, коли після початку здійснення перетворень у низці сфер життя, Алі-Хаджі відходив від більшовиків і почав чинити опір їхній політиці.
Алі-Хаджі мав сильний вплив на село Губден. Він досяг через своїх муридів різкого скорочення радянських шкіл й учнів. Так, до кінця 1925—1926 навчального року з 5 радянських шкіл залишилася лише одна і з 225 учнів залишилося 49 учнів. Водночас продовжували працювати релігійні школи, у яких значилося набагато більше учнів. 15 жовтня 1925 року Алі-Хаджі виступив перед населенням свого села: «Нам, мусульманам, не потрібні радянські школи, а потрібні школи-медресе, в яких наші діти повинні отримувати арабські знання та знання законів шаріату. Якщо допустити мусульманських дітей до радянських шкіл, то через 3 роки цілком забудуть про Бога і віру».
Донька секретаря парторганізації села Акуша писала: «В Акуші після перемоги Радянської влади встановилося двовладдя. З одного боку, шаріатська влада, очолювана шейхом Алі-Хаджі Акушинським, з іншого — влада комуністів. З огляду на це, комуністи, їх було мало, особливу підтримку в селищі не мали, тому працювали як би підпільно. Мій батько Андійський був секретарем партійної організації, партійні збори проходили таємно. Під час проведення зборів мені доводилося сидіти біля воріт, щоб попередити присутніх про появу небажаних осіб, особливо прихильників Алі-Хаджі Акушинського».
1926 року духовенство Акуші та низки інших сіл вело відкриту агітацію проти Радянської влади, виступало проти радянських шкіл і культурно-просвітницьких установ. За вказівкою Алі-Хаджі шкільні парти викинули в річку. Того ж 1926 року Комісія Робітничо-селянської інспекції, яка обстежила соціальне та духовне становище села Акуша, відзначала вороже ставлення Алі-Хаджі Акушинського, членів його родини, духовенства села до Радянської влади.

У 1925—1927 роках Алі-Хаджі здійснив поїздки селами Дагестану у супроводі своїх муридів. Побував у Карабудахкенті, Параулі, Каякенті, Цудахарі, Губдені, Буркі-Махі й інших. За спогадами губденських алімів, Алі-Хаджі виступав перед юрмою, яка зустрічала його. Він казав, що більшовики виявились не такими, якими вони уявлялися і якими їх вважали. Не можна вірити їм і робити, що вони пропонують, наголошував, що вони обдурили його, заявляючи, що вони за шаріат і шаріатське управління, але коли з нашою допомогою здобули перемогу над денікінцями та встановили Радянську владу, підло відійшли від мусульман і стали переслідувати їх. Побувавши в цих селищах, він «закликав не слухати комуністів, бо вони гяури, і їх не можна ховати на цвинтарі, бо вони підуть у пекло. У цьому йому допомагала і дочка. У хуторі Бурки-махи, де вона мешкала, на релігійні свята приїжджали від 60 до 80 жінок. Сюди ж приїжджав сам Алі-Хаджі. Вони агітували жінок не слухати людей, не вгодних Аллаху»:
«У роки громадянської війни я допомагав Дагестанському уряду (більшовикам) завоювати весь Дагестан і встановити Радянську владу. Вони обіцяли мені встановити в Дагестані порядок й управління шаріатом. А коли Радянська влада встановилася та зміцніла, вони (більшовики), які раніше підтримували мене матеріально, забули про мене і навіть ставилися вороже. Що б не робила Радянська влада у всьому Дагестані, я не перешкоджаю, хоч і в силах цього зробити, але й прошу, щоб Акушу мені подарували, залишили в моєму розпорядженні і не вводили б свої (Радянські) порядки. З акушинців я зроблю справжніх захисників шаріату, справжніх служителів Бога, тобто моїх муридів».
Була одна нагода для Алі-Хаджі уникнути майбутніх репресій. Його та його сім'ю запрошували з боку дагестанських шейхів-емігрантів переїхати до Туреччини. Такі запрошення він отримував ще до Громадянської війни з боку шейхів Мухаммеда Мадані та Шарапудіна з Кікуні, але ні того, ні цього разу він не погодився переїхати. Сини були не проти, коли загострилася ситуація і їм стало важко жити. Але Алі-Хаджі не хотів залишати батьківщину, родичів і муридів.

### Слідство, суд і смерть
У грудні 1928 року Дагестанським відділенням ОДПУ завели кримінальну справу № 06599 про «контрреволюційну» діяльність групи осіб. За версією слідчих органів, Алі-Хаджі Акушинський та його син Магомед створили контрреволюційну групу з 66 осіб. Всі ці люди були заарештовані, 29 людей з них було розстріляно, а решту відправили до таборів і заслання. Старшого сина шейха Магомеда засудили до розстрілу, і лише завдяки втручанню колишнього начальника Дагестанського відділення ОДПУ та заступника голови Раднаркому смертний вирок замінили десятьма роками ув'язнення. Постраждали й інші діти шейха, засудили решту синів шейха — Хасбулу й Ільяса. Сам Алі-Хаджі не заарештували через його похилий вік. На той час йому виповнилося 80 років. Незабаром після арешту дітей Алі-Хаджі помер. Всю родину шейха вислали до Киргизії. У всіх публікаціях говориться, що він помер 1930 року, але його молодший син Ільяс не раз писав, що батько помер 1931 року.
Похований у своєму будинку в Акуші. Його велику бібліотеку конфіскували і вона безвісти зникла, будинок вилучили і перетворили на колгоспний склад.

### Реабілітація та увічнення пам'яті
1989 року скасували всі постанови колегії ОДПУ, винесені стосовно Алі-Хаджі Акушинського та членів його сім'ї. Кримінальну справу припинено через відсутність складу події злочину. Підставою тому стало висновок слідчого відділу КДБ ДАРСР і протест прокуратури ДАРСР.
1993 року вийшла повість письменника Раджабалі Омарова даргинською мовою про Алі-Хаджу. Вона була першою художньо-публіцистичною працею про нього. Видано книгу «Алі-Хаджі Акушинський. Шейх-Уль-Іслам Дагестану, патріот і миротворець». 2013 року професор Магомед Абдуллаєв випустив дослідницьку працю про життя та історичну роль Алі-Хаджі «Тріумф і трагедія шейх-уль-ісламу Дагестану Алі-Хаджі Акушинського».

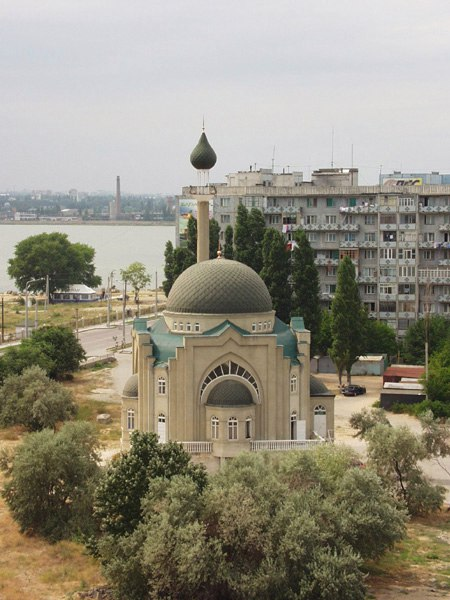
Мечеть імені Алі-Хаджі Акушинського у Махачкалі

До 150-річчя від дня народження завдяки меру Махачкали Саїду Амірову приведені в належний вигляд могила і будинок, в якому жив Алі-Хаджі. Будинок перетворили на музей. Іменем Алі-Хаджі назвали один з головних проспектів міста Махачкали, побудовані мечеті його імені в Махачкалі й Акуші. Відкрито Ісламський університет його імені. Могила шейха стала місцем зіярату.

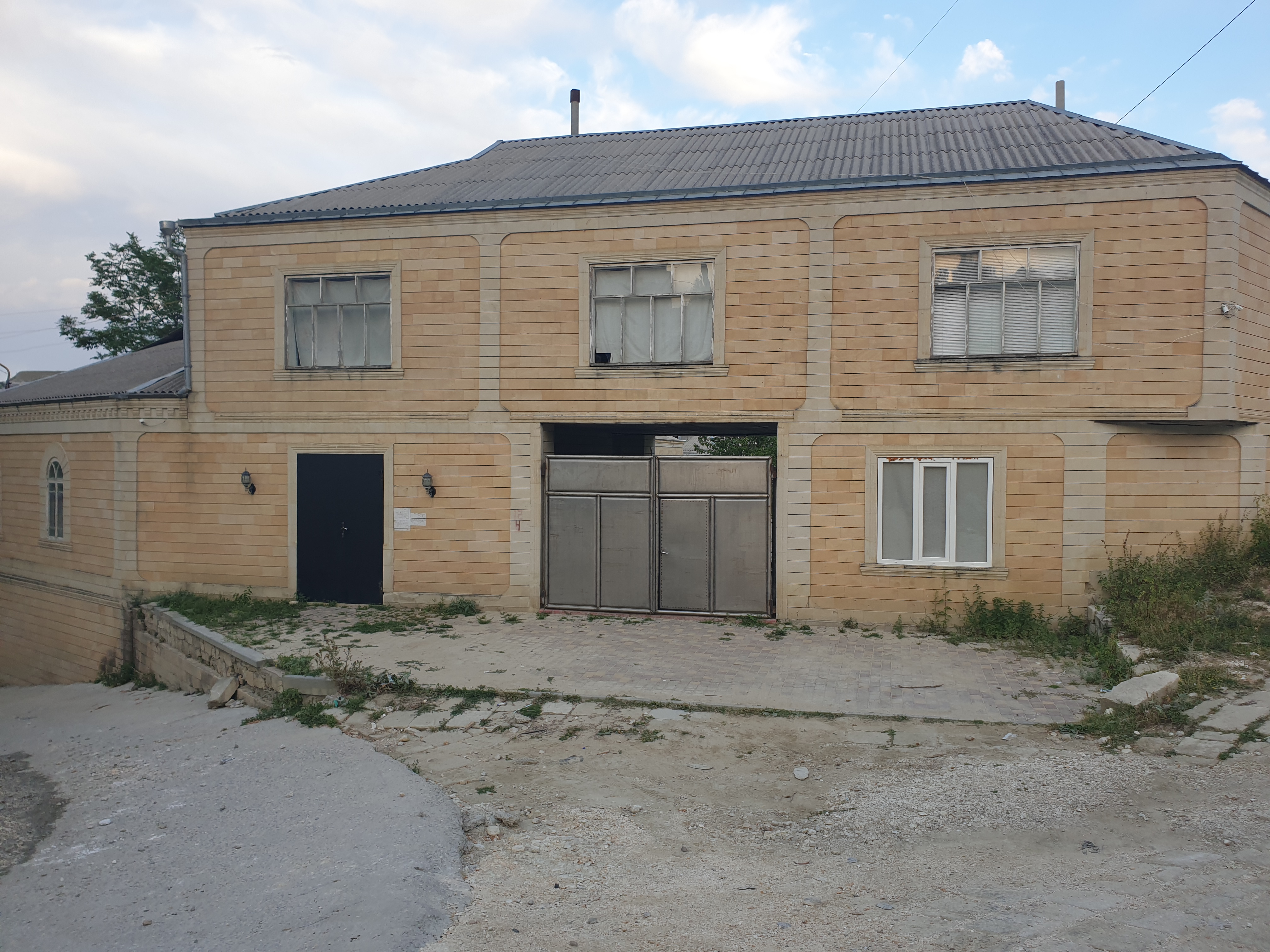
Будинок шейха в Акуші, де знаходиться його могила та зіярат

З 2005 року в Акушинському районі проводиться республіканський турнір з вільної боротьби пам'яті Алі-Хаджі Акушинського.

## Політичні погляди
Глибоко і всебічно знав іслам й ісламську культуру, їхні головні джерела — Коран, тафсир, хадиси, шаріат. Як найбільш визнаний знавець шаріату, був релігійним фанатиком, ніколи не виступав проти світської культури та науки. У своїх рішеннях, виступах та практичному житті обстоював принципи соціальної справедливості та рівності між народами. Алі-Хаджі був прихильником розв'язання всіх конфліктних ситуацій без кровопролиття. З повагою ставився до радянського ладу, який підтримував бідний клас, але різко негативно ставився до більшовицької ідеології через те, що вона заперечувала релігію. Не любив людей, котрі не молилися. Основною метою своєї політичної платформи ставив збереження релігійних засад гуртожитку горян на базі спільності «єдиновірної, неподільної мусульманської нації».
Також вважав, що горянам Кавказу необхідно прагнути до об'єднання та створення своєї держави:
|  | Ідея незалежності горян Кавказу, освячена кров'ю низки поколінь, як би вона не здавалася нездійсненною нашим ворогам, для гірських народів є питанням життя і смерті. Вікове прагнення горян до незалежності має бути здійснене на користь спокою та миру в горах Кавказу. |

Був прихильником створення Ісламської республіки.

## Сім'я
Дружину звали Буль-Буль.
Старший син Магомед (1883—1967) постійно займав важливу позицію у боротьбі з денікінською армією. Був начальником Даргинського округу, у свій час командував повстанськими силами в Кайтаго-Табасаранському окрузі. Магомед фактично організував зрив наказу генерала Халілова про мобілізацію всіх до одного чоловіків від 20 до 40 років на допомогу денікінським частинам.
Другий син Абдулла їздив до сусідніх країн для отримання допомоги формованим військовим частинам, створюваним за ініціативою горян Тимчасовим урядом у Даргинському окрузі. Його обрали головнокомандувачем цими частинами. Враховуючи його здібності та знання тюркської мови, його відрядили до Азербайджану з тією ж метою. Але Азербайджанський уряд відмовився від надання допомоги, покликаючись, що уряд, який його послав, підтримує зв'язки з більшовиками. У Баку він захворів і помер 1919 року. Як повідомляє його молодший брат Ільяс, він похований у Кусарах.
Третій син Хасбулла (1904) брав участь у антиденікінській боротьбі, був засуджений після встановлення Радянської влади. Відбувши термін ув'язнення, повернувся додому та добровільно пішов на фронт. Повернувся пораненим 1944 року до Киргизстану, де жили заслані члени його родини.
Четвертого сина Ільяса 1906 року народження 1932 року засудили до п'яти років позбавлення волі. Після звільнення повернувся до Киргизії, де став знаним вченим-арабістом. Знав кілька мов — арабську, турецьку, російську та даргинську.
У Алі-Хаджі було 4 дочки: Патімат, Хапсат, Гаджі-Патімат та Айшат. Усі вони здобули мусульманську освіту. Жили до похилого віку в Киргизії, померли і поховані там же.
Нащадки Алі-Хаджі й інших засланих акушинців досі живуть у Киргизії, у селищі 20-й хутір, де мешкають понад 3000 даргинців.